# 瑞典語方言字母
瑞典語方言字母（瑞典語：Landsmålsalfabetet）是一種用於標註瑞典語方言語音的字母系統，由約翰·奥古斯特·倫德爾創建於1878年。初創時，本系統共包含89個字母，爾後字母數量逐漸超過200個。瑞典語方言字母的字形基於斜體的拉丁字母，並在其基礎上稍作修改，同時也使用一些希臘字母（γ與φ）及西里爾字母（ы）。另外還有表示某些韻律特征的附加符號。
瑞典漢學家高本漢在他的著作中也使用了一些瑞典語方言字母標註語音，成為了漢語言學界專用音標的濫觴。

## 歷史
1870年代，烏普薩拉大學出現了一些旨在記錄瑞典語方言的學生社團，每種方言都使用自己的語音符號記錄。當時還是學生的倫德爾被委託創建一個通用的字母表，隨後他在1878年發表了瑞典語方言字母。初創時的89個字母中，有42個字母來自動物學家卡爾·雅各布·松德瓦爾1856年提出的一種音標字母。1928年，倫德爾在《Studia Neophilologica》上发表了一篇文章，更加詳細地描述了瑞典語方言字母，並將字母的數量擴充到144個，且給出了俄語語音的記錄示例。

## 應用和衍生
瑞典學術期刊《瑞典方言和民俗》和《Ordbok över folkmålen i övre Dalarna》（上达拉纳方言词典）都使用瑞典語方言字母記錄方言語音。

## 腳註

### 引用
1. 1 2 3  Lundell（1878）
2. ↑  Therese Leinonen et al.（2006）
3. ↑  Karlgren（1915）
4. 1 2  Lundell（1928）

### 原始文獻
- Carl Jakob Sundevall. . Kungliga Svenska vetenskapsakademiens handlingar. 1855-1856, 1 (1): 25–92 （瑞典语）.
- Johan August Lundell.  (PDF). Stockholm: Samson & Wallin. 1878  [2020-10-24]. （原始内容存档 (PDF)于2017-01-09） （瑞典语）.
- Johan August Lundell. . Studia Neophilologica. 1928, 1 (1): 1–17. doi:10.1080/00393272808586721 （英语）.

### 百科全書
- .  15. Stockholm: Nordisk familjeboks förlags aktiebolag: 1044–1048. 1911  [2020-10-28]. （原始内容存档于2023-11-29） （瑞典语）.

### 研究
- Bernhard Karlgren.  (学位论文). University of Uppsala. 1915. hdl:10111/UIUCBB:karlbe0001etusur （法语）.

### 其他
- Therese Leinonen; Klaas Ruppel; Erkki I. Kolehmainen; Caroline Sandström.  (PDF). Unicode. 2006-01-26  [2020-10-24]. （原始内容存档 (PDF)于2019-06-14）.

## 外部連接
- Förklaringar av landsmålsalfabetet （页面存档备份，存于） från Institutet för språk och folkminnen（瑞典语：Institutet för språk och folkminnen） （瑞典文）
- Typsnitt för landsmålsalfabetet （页面存档备份，存于） från Umeå universitet （瑞典文）